# Bentine Nielsen
Bentine Henriette Marie Nielsen, född 27 januari 1834 i Köpenhamn, död 4 juli 1928, var en dansk skådespelare, aktiv 1852–1892.
Nielsen föddes i Köpenhamn som dotter till viktualiehandlaren Anders Nielsen och Marie Dorothea, född Munck. Hon studerade skådespeleri under ledning av Thomas Overskou och debuterade på Det Kongelige Teater i Köpenhamn den 2 september 1852 i rollen som Inger i En Episode. Hon vidareutbildade sig därefter under tre år, delvis under ledning av Frederik Høedt, innan hon återigen debuterade på Det Kongelige Teater den 28 oktober 1855 i rollen som Dyveke i Ole Johan Samsøes sorgespel med samma namn.
Nielsen hade framgångar som älskarinna och i Leonora-roller som Maskeraden och Henrik og Pernille, men började sedan spela karaktärsroller och äldre kvinnor. Hon spelade bland annat Margaretha Kurl i Maria Stuart, Grethe i Pak, Rosa i Rosa och Rosita, Mathilde i De nygifte, Mathilde i En Skavank, Ilse i Rabbien og Ridderen, Lady Rachel i Lord William Russel, modern i Moder og Søn, Ulrikka i Søstrene paa Kinnakullen, Fru Martin i Den eneste Fejl, Fru Tjelde i En Fallit och Christine i Arbejderliv.
Nielsen spelade sin sista roll som Fru Friis i I Ravnekrogen den 28 maj 1891 och tog avsked från scenen den 1 juli 1892 på grund av dålig hälsa.